# Ronaldão
Ronaldão, właśc. Ronaldo Rodrigues de Jesus (ur. 19 czerwca 1965 roku w São Paulo) – brazylijski piłkarz występujący na pozycji środkowego obrońcy; Mistrz Świata z 1994 roku.
Piłkarz związany przede wszystkim z São Paulo FC, gdzie występował przez osiem lat i zdobył z tym klubem dwa tytuły mistrza Brazylii. Po krótkim epizodzie w lidze japońskiej w Shimizu S-Pulse, wrócił do rodzinnego kraju, gdzie zakończył karierę w 2002 roku. Oprócz São Paulo występował też w Rio Preto Esporte Clube, CR Flamengo, Santos FC, Coritiba FBC oraz AA Ponte Preta.
W 1994 roku został Mistrzem Świata; w turnieju finałowym nie zagrał jednak nawet minuty. W reprezentacji Brazylii rozegrał 14 spotkań (w latach 1991–1995); zdobył 1 bramkę.
29 czerwca 1995 roku w Recife wystąpił w meczu z Polską, wygranym przez Canarinhos 2-1.